# Torrevecchia Pia
Torrevecchia Pia – miejscowość i gmina we Włoszech, w regionie Lombardia, w prowincji Pawia.
Według danych na rok 2004 gminę zamieszkiwały 2532 osoby, 158,2 os./km².